# Liste der Nummer-eins-Hits in den britischen Charts (1980)
Dies ist eine Liste der Nummer-eins-Hits in den britischen Charts im Jahr 1980. Sie basiert auf den Official Singles Chart Top 75 und den Official Albums Chart Top 75, die vom Chart Information Network ermittelt wurden. Es gab in diesem Jahr 25 Nummer-eins-Singles und 23 Nummer-eins-Alben.

## Singles
| ← 1979 ← | Liste der Nummer-eins-Hits in den britischen Charts | Liste der Nummer-eins-Hits in den britischen Charts | Liste der Nummer-eins-Hits in den britischen Charts                                      | 1981 →                    |
| \| Zeitraum \| Wo. ges. \| Interpret \| Titel Autor(en) \| Zusätzliche Informationen \| \| (Zeitraum, Wochen auf Platz eins, Interpret, Titel, Autor[en], zusätzliche Informationen) \| \| \| \| \| \| ----------------------------------------------------------------------------------------- \| -------- \| --------------------------------------------- \| ---------------------------------------------------------------------------------------- \| ------------------------- \| \| 9. Dezember 1979 – 12. Januar 1980 5 Wochen \| 5 \| Pink Floyd \| Another Brick in the Wall (Pt. 2) Roger Waters \| – \| \| 13. Januar 1980 – 26. Januar 1980 2 Wochen \| 2 \| The Pretenders \| Brass in Pocket Chrissie Hynde, James Honeyman-Scott \| – \| \| 27. Januar 1980 – 9. Februar 1980 2 Wochen \| 2 \| Special AKA \| The Special AKA Live! (EP) \| – \| \| 10. Februar 1980 – 23. Februar 1980 2 Wochen \| 2 \| Kenny Rogers \| Coward of the County Roger Dale Bowling, Billy Edd Wheeler \| – \| \| 24. Februar 1980 – 8. März 1980 2 Wochen \| 2 \| Blondie \| Atomic Deborah Harry, James Mollica Destri \| – \| \| 9. März 1980 – 15. März 1980 1 Woche \| 1 \| Fern Kinney \| Together We Are Beautiful Ken Leray \| – \| \| 16. März 1980 – 5. April 1980 3 Wochen \| 3 \| The Jam \| Going Underground / Dreams of Children Paul John Weller \| – \| \| 6. April 1980 – 19. April 1980 2 Wochen \| 2 \| The Spinners \| Working My Way Back to You / Forgive Me, Girl Sandy Linzer, Denny Randell; Michael Zager \| – \| \| 20. April 1980 – 26. April 1980 1 Woche \| 1 \| Blondie \| Call Me Giorgio G. Moroder, Deborah Harry \| – \| \| 27. April 1980 – 10. Mai 1980 2 Wochen \| 2 \| Dexys Midnight Runners \| Geno Kevin Antony Rowland, Kevin Wayne John Archer \| – \| \| 11. Mai 1980 – 24. Mai 1980 2 Wochen \| 2 \| Johnny Logan \| What’s Another Year Shay Healy \| – \| \| 25. Mai 1980 – 14. Juni 1980 3 Wochen \| 3 \| M*A*S*H \| Theme from M*A*S*H (Suicide Is Painless) Musik: Johnny Mandel; Text: Mike Altman \| – \| \| 15. Juni 1980 – 5. Juli 1980 3 Wochen \| 3 \| Don McLean \| Crying Roy K. Orbison, Joe Melson \| – \| \| 6. Juli 1980 – 19. Juli 1980 2 Wochen \| 2 \| Olivia Newton-John & Electric Light Orchestra \| Xanadu Jeffrey Lynne \| – \| \| 20. Juli 1980 – 2. August 1980 2 Wochen \| 2 \| Odyssey \| Use It Up and Wear It Out Sandy Linzer, Lawrence Russell Brown \| – \| \| 3. August 1980 – 16. August 1980 2 Wochen \| 2 \| ABBA \| The Winner Takes It All Benny Göran Bror Andersson, Björn K. Ulvaeus \| – \| \| 17. August 1980 – 30. August 1980 2 Wochen \| 2 \| David Bowie \| Ashes to Ashes David Bowie \| – \| \| 31. August 1980 – 6. September 1980 1 Woche \| 1 \| The Jam \| Start Paul John Weller \| – \| \| 7. September 1980 – 20. September 1980 2 Wochen \| 2 \| Kelly Marie \| Feels Like I’m in Love Ray Dorset \| – \| \| 21. September 1980 – 18. Oktober 1980 4 Wochen \| 4 \| The Police \| Don’t Stand So Close to Me Gordon Matthew Sumner \| – \| \| 19. Oktober 1980 – 8. November 1980 3 Wochen \| 3 \| Barbra Streisand \| Woman in Love Barry Alan Gibb, Robin Hugh Gibb \| – \| \| 9. November 1980 – 22. November 1980 2 Wochen \| 2 \| Blondie \| The Tide Is High John Kenneth Holt \| – \| \| 23. November 1980 – 13. Dezember 1980 3 Wochen \| 3 \| ABBA \| Super Trouper Benny Göran Bror Andersson, Björn K. Ulvaeus \| – \| \| 14. Dezember 1980 – 20. Dezember 1980 1 Woche \| 1 \| John Lennon \| (Just Like) Starting Over John Winston Lennon \| – \| \| 21. Dezember 1980 – 3. Januar 1981 2 Wochen \| 2 \| St Winifred’s School Choir \| There’s No One Quite like Grandma Gordon Albert Lorenz \| – \| |                                                     |                                                     |                                                                                          |                           |
| ← 1979 |                                                     |                                                     |                                                                                          | → 1981 →                  |
| Zeitraum | Wo. ges.                                            | Interpret                                           | Titel Autor(en)                                                                          | Zusätzliche Informationen |
| (Zeitraum, Wochen auf Platz eins, Interpret, Titel, Autor[en], zusätzliche Informationen) |                                                     |                                                     |                                                                                          |                           |
| 9. Dezember 1979 – 12. Januar 1980 5 Wochen | 5                                                   | Pink Floyd                                          | Another Brick in the Wall (Pt. 2) Roger Waters                                           | –                         |
| 13. Januar 1980 – 26. Januar 1980 2 Wochen | 2                                                   | The Pretenders                                      | Brass in Pocket Chrissie Hynde, James Honeyman-Scott                                     | –                         |
| 27. Januar 1980 – 9. Februar 1980 2 Wochen | 2                                                   | Special AKA                                         | The Special AKA Live! (EP)                                                               | –                         |
| 10. Februar 1980 – 23. Februar 1980 2 Wochen | 2                                                   | Kenny Rogers                                        | Coward of the County Roger Dale Bowling, Billy Edd Wheeler                               | –                         |
| 24. Februar 1980 – 8. März 1980 2 Wochen | 2                                                   | Blondie                                             | Atomic Deborah Harry, James Mollica Destri                                               | –                         |
| 9. März 1980 – 15. März 1980 1 Woche | 1                                                   | Fern Kinney                                         | Together We Are Beautiful Ken Leray                                                      | –                         |
| 16. März 1980 – 5. April 1980 3 Wochen | 3                                                   | The Jam                                             | Going Underground / Dreams of Children Paul John Weller                                  | –                         |
| 6. April 1980 – 19. April 1980 2 Wochen | 2                                                   | The Spinners                                        | Working My Way Back to You / Forgive Me, Girl Sandy Linzer, Denny Randell; Michael Zager | –                         |
| 20. April 1980 – 26. April 1980 1 Woche | 1                                                   | Blondie                                             | Call Me Giorgio G. Moroder, Deborah Harry                                                | –                         |
| 27. April 1980 – 10. Mai 1980 2 Wochen | 2                                                   | Dexys Midnight Runners                              | Geno Kevin Antony Rowland, Kevin Wayne John Archer                                       | –                         |
| 11. Mai 1980 – 24. Mai 1980 2 Wochen | 2                                                   | Johnny Logan                                        | What’s Another Year Shay Healy                                                           | –                         |
| 25. Mai 1980 – 14. Juni 1980 3 Wochen | 3                                                   | M*A*S*H                                             | Theme from M*A*S*H (Suicide Is Painless) Musik: Johnny Mandel; Text: Mike Altman         | –                         |
| 15. Juni 1980 – 5. Juli 1980 3 Wochen | 3                                                   | Don McLean                                          | Crying Roy K. Orbison, Joe Melson                                                        | –                         |
| 6. Juli 1980 – 19. Juli 1980 2 Wochen | 2                                                   | Olivia Newton-John & Electric Light Orchestra       | Xanadu Jeffrey Lynne                                                                     | –                         |
| 20. Juli 1980 – 2. August 1980 2 Wochen | 2                                                   | Odyssey                                             | Use It Up and Wear It Out Sandy Linzer, Lawrence Russell Brown                           | –                         |
| 3. August 1980 – 16. August 1980 2 Wochen | 2                                                   | ABBA                                                | The Winner Takes It All Benny Göran Bror Andersson, Björn K. Ulvaeus                     | –                         |
| 17. August 1980 – 30. August 1980 2 Wochen | 2                                                   | David Bowie                                         | Ashes to Ashes David Bowie                                                               | –                         |
| 31. August 1980 – 6. September 1980 1 Woche | 1                                                   | The Jam                                             | Start Paul John Weller                                                                   | –                         |
| 7. September 1980 – 20. September 1980 2 Wochen | 2                                                   | Kelly Marie                                         | Feels Like I’m in Love Ray Dorset                                                        | –                         |
| 21. September 1980 – 18. Oktober 1980 4 Wochen | 4                                                   | The Police                                          | Don’t Stand So Close to Me Gordon Matthew Sumner                                         | –                         |
| 19. Oktober 1980 – 8. November 1980 3 Wochen | 3                                                   | Barbra Streisand                                    | Woman in Love Barry Alan Gibb, Robin Hugh Gibb                                           | –                         |
| 9. November 1980 – 22. November 1980 2 Wochen | 2                                                   | Blondie                                             | The Tide Is High John Kenneth Holt                                                       | –                         |
| 23. November 1980 – 13. Dezember 1980 3 Wochen | 3                                                   | ABBA                                                | Super Trouper Benny Göran Bror Andersson, Björn K. Ulvaeus                               | –                         |
| 14. Dezember 1980 – 20. Dezember 1980 1 Woche | 1                                                   | John Lennon                                         | (Just Like) Starting Over John Winston Lennon                                            | –                         |
| 21. Dezember 1980 – 3. Januar 1981 2 Wochen | 2                                                   | St Winifred’s School Choir                          | There’s No One Quite like Grandma Gordon Albert Lorenz                                   | –                         |

## Alben
| ← 1979 ← | Liste der Nummer-eins-Hits in den britischen Charts | Liste der Nummer-eins-Hits in den britischen Charts | Liste der Nummer-eins-Hits in den britischen Charts | 1981 →                    |
| \| Zeitraum \| Wo. ges. \| Interpret \| Titel \| Zusätzliche Informationen \| \| (Zeitraum, Wochen auf Platz eins, Interpret, Titel, zusätzliche Informationen) \| \| \| \| \| \| ------------------------------------------------------------------------------ \| -------- \| -------------------------- \| --------------------------------- \| ------------------------- \| \| 2. Dezember 1979 – 5. Januar 1980 5 Wochen \| 5 \| Rod Stewart \| Greatest Hits \| – \| \| 6. Januar 1980 – 12. Januar 1980 1 Woche (insgesamt 4) \| 4 \| ABBA \| Greatest Hits Vol. 2 \| – \| \| 13. Januar 1980 – 9. Februar 1980 4 Wochen \| 4 \| The Pretenders \| The Pretenders \| – \| \| 10. Februar 1980 – 23. Februar 1980 2 Wochen \| 2 \| (Verschiedene Interpreten) \| The Last Dance \| – \| \| 24. Februar 1980 – 15. März 1980 3 Wochen \| 3 \| The Shadows \| String of Hits \| – \| \| 16. März 1980 – 29. März 1980 2 Wochen (insgesamt 9) \| 9 \| Johnny Mathis \| Tears and Laughter \| – \| \| 30. März 1980 – 12. April 1980 2 Wochen \| 2 \| Genesis \| Duke \| – \| \| 13. April 1980 – 26. April 1980 2 Wochen \| 2 \| Rose Royce \| Greatest Hits \| – \| \| 27. April 1980 – 10. Mai 1980 2 Wochen \| 2 \| Sky \| Sky 2 \| – \| \| 11. Mai 1980 – 24. Mai 1980 2 Wochen \| 2 \| Boney M. \| The Magic of Boney M \| – \| \| 25. Mai 1980 – 7. Juni 1980 2 Wochen \| 2 \| Paul McCartney \| McCartney II \| – \| \| 8. Juni 1980 – 21. Juni 1980 2 Wochen \| 2 \| Peter Gabriel \| Peter Gabriel III: Melt \| – \| \| 22. Juni 1980 – 28. Juni 1980 1 Woche (insgesamt 4) \| 4 \| Roxy Music \| Flesh and Blood \| – \| \| 29. Juni 1980 – 12. Juli 1980 2 Wochen \| 2 \| Rolling Stones \| Emotional Rescue \| – \| \| 13. Juli 1980 – 26. Juli 1980 2 Wochen \| 2 \| Queen \| The Game \| – \| \| 27. Juli 1980 – 2. August 1980 1 Woche \| 1 \| Deep Purple \| Deepest Purple \| – \| \| 3. August 1980 – 16. August 1980 2 Wochen \| 2 \| AC/DC \| Back in Black \| – \| \| 17. August 1980 – 6. September 1980 3 Wochen (insgesamt 4) \| 4 \| Roxy Music \| Flesh and Blood \| – \| \| 7. September 1980 – 13. September 1980 1 Woche \| 1 \| Gary Numan \| Telekon \| – \| \| 14. September 1980 – 20. September 1980 1 Woche \| 1 \| Kate Bush \| Never for Ever \| – \| \| 21. September 1980 – 4. Oktober 1980 2 Wochen \| 2 \| David Bowie \| Scary Monsters (And Super Creeps) \| – \| \| 5. Oktober 1980 – 31. Oktober 1980 4 Wochen \| 4 \| The Police \| Zenyattà Mondatta \| – \| \| 1. November 1980 – 15. November 1980 2 Wochen \| 2 \| Barbra Streisand \| Guilty \| – \| \| 16. November 1980 – 17. Januar 1981 9 Wochen \| 9 \| ABBA \| Super Trouper \| – \| |                                                     |                                                     |                                                     |                           |
| ← 1979 |                                                     |                                                     |                                                     | → 1981 →                  |
| Zeitraum | Wo. ges.                                            | Interpret                                           | Titel                                               | Zusätzliche Informationen |
| (Zeitraum, Wochen auf Platz eins, Interpret, Titel, zusätzliche Informationen) |                                                     |                                                     |                                                     |                           |
| 2. Dezember 1979 – 5. Januar 1980 5 Wochen | 5                                                   | Rod Stewart                                         | Greatest Hits                                       | –                         |
| 6. Januar 1980 – 12. Januar 1980 1 Woche (insgesamt 4) | 4                                                   | ABBA                                                | Greatest Hits Vol. 2                                | –                         |
| 13. Januar 1980 – 9. Februar 1980 4 Wochen | 4                                                   | The Pretenders                                      | The Pretenders                                      | –                         |
| 10. Februar 1980 – 23. Februar 1980 2 Wochen | 2                                                   | (Verschiedene Interpreten)                          | The Last Dance                                      | –                         |
| 24. Februar 1980 – 15. März 1980 3 Wochen | 3                                                   | The Shadows                                         | String of Hits                                      | –                         |
| 16. März 1980 – 29. März 1980 2 Wochen (insgesamt 9) | 9                                                   | Johnny Mathis                                       | Tears and Laughter                                  | –                         |
| 30. März 1980 – 12. April 1980 2 Wochen | 2                                                   | Genesis                                             | Duke                                                | –                         |
| 13. April 1980 – 26. April 1980 2 Wochen | 2                                                   | Rose Royce                                          | Greatest Hits                                       | –                         |
| 27. April 1980 – 10. Mai 1980 2 Wochen | 2                                                   | Sky                                                 | Sky 2                                               | –                         |
| 11. Mai 1980 – 24. Mai 1980 2 Wochen | 2                                                   | Boney M.                                            | The Magic of Boney M                                | –                         |
| 25. Mai 1980 – 7. Juni 1980 2 Wochen | 2                                                   | Paul McCartney                                      | McCartney II                                        | –                         |
| 8. Juni 1980 – 21. Juni 1980 2 Wochen | 2                                                   | Peter Gabriel                                       | Peter Gabriel III: Melt                             | –                         |
| 22. Juni 1980 – 28. Juni 1980 1 Woche (insgesamt 4) | 4                                                   | Roxy Music                                          | Flesh and Blood                                     | –                         |
| 29. Juni 1980 – 12. Juli 1980 2 Wochen | 2                                                   | Rolling Stones                                      | Emotional Rescue                                    | –                         |
| 13. Juli 1980 – 26. Juli 1980 2 Wochen | 2                                                   | Queen                                               | The Game                                            | –                         |
| 27. Juli 1980 – 2. August 1980 1 Woche | 1                                                   | Deep Purple                                         | Deepest Purple                                      | –                         |
| 3. August 1980 – 16. August 1980 2 Wochen | 2                                                   | AC/DC                                               | Back in Black                                       | –                         |
| 17. August 1980 – 6. September 1980 3 Wochen (insgesamt 4) | 4                                                   | Roxy Music                                          | Flesh and Blood                                     | –                         |
| 7. September 1980 – 13. September 1980 1 Woche | 1                                                   | Gary Numan                                          | Telekon                                             | –                         |
| 14. September 1980 – 20. September 1980 1 Woche | 1                                                   | Kate Bush                                           | Never for Ever                                      | –                         |
| 21. September 1980 – 4. Oktober 1980 2 Wochen | 2                                                   | David Bowie                                         | Scary Monsters (And Super Creeps)                   | –                         |
| 5. Oktober 1980 – 31. Oktober 1980 4 Wochen | 4                                                   | The Police                                          | Zenyattà Mondatta                                   | –                         |
| 1. November 1980 – 15. November 1980 2 Wochen | 2                                                   | Barbra Streisand                                    | Guilty                                              | –                         |
| 16. November 1980 – 17. Januar 1981 9 Wochen | 9                                                   | ABBA                                                | Super Trouper                                       | –                         |

Die Angaben basieren auf den offiziellen Verkaufshitparaden des Chart Information Networks für das Vereinigte Königreich. Die Datumsangaben beziehen sich auf das Gültigkeitsdatum der Charts, also jeweils die auf die Verkaufswoche folgende Woche.

## Jahreshitparaden
| ← 1979 ← | Liste der Nummer-eins-Hits in den britischen Charts | Liste der Nummer-eins-Hits in den britischen Charts | Liste der Nummer-eins-Hits in den britischen Charts | 1981 →   |
| \| Singles \| Position# \| Alben \| \| ------------------------------------------------------------------------- \| --------- \| ---------------------------- \| \| Don’t Stand So Close to Me The Police Gordon Matthew Sumner \| 1 \| Super Trouper ABBA \| \| Woman in Love Barbra Streisand Barry Alan Gibb, Robin Hugh Gibb \| 2 \| Zenyattà Mondatta The Police \| \| Feels Like I’m in Love Kelly Marie Ray Dorset \| 3 \| Greatest Hits Rose Royce \| \| Super Trouper ABBA Benny Göran Bror Andersson, Björn K. Ulvaeus \| 4 \| The Pretenders \| \| D. I. S. C. O. Ottawan Jean Joseph Kluger, Daniel Vangarde \| 5 \| Reggatta de Blanc The Police \| \| The Tide Is High Blondie John Kenneth Holt \| 6 \| Flesh and Blood Roxy Music \| \| Geno Dexys Midnight Runners Kevin Antony Rowland, Kevin Wayne John Archer \| 7 \| Off the Wall Michael Jackson \| \| Coward of the County Kenny Rogers Roger Dale Bowling, Billy Edd Wheeler \| 8 \| Duke Genesis \| \| Together We Are Beautiful Fern Kinney Ken Leray \| 9 \| Guilty Barbra Streisand \| \| (Just Like) Starting Over John Lennon John Winston Lennon \| 10 \| Sky 2 Sky \| |                                                     |                                                     |                                                     |          |
| ← 1979 |                                                     |                                                     |                                                     | → 1981 → |
| Singles | Position#                                           | Alben                                               |                                                     |          |
| Don’t Stand So Close to Me The Police Gordon Matthew Sumner | 1                                                   | Super Trouper ABBA                                  |                                                     |          |
| Woman in Love Barbra Streisand Barry Alan Gibb, Robin Hugh Gibb | 2                                                   | Zenyattà Mondatta The Police                        |                                                     |          |
| Feels Like I’m in Love Kelly Marie Ray Dorset | 3                                                   | Greatest Hits Rose Royce                            |                                                     |          |
| Super Trouper ABBA Benny Göran Bror Andersson, Björn K. Ulvaeus | 4                                                   | The Pretenders                                      |                                                     |          |
| D. I. S. C. O. Ottawan Jean Joseph Kluger, Daniel Vangarde | 5                                                   | Reggatta de Blanc The Police                        |                                                     |          |
| The Tide Is High Blondie John Kenneth Holt | 6                                                   | Flesh and Blood Roxy Music                          |                                                     |          |
| Geno Dexys Midnight Runners Kevin Antony Rowland, Kevin Wayne John Archer | 7                                                   | Off the Wall Michael Jackson                        |                                                     |          |
| Coward of the County Kenny Rogers Roger Dale Bowling, Billy Edd Wheeler | 8                                                   | Duke Genesis                                        |                                                     |          |
| Together We Are Beautiful Fern Kinney Ken Leray | 9                                                   | Guilty Barbra Streisand                             |                                                     |          |
| (Just Like) Starting Over John Lennon John Winston Lennon | 10                                                  | Sky 2 Sky                                           |                                                     |          |